# Bursitis olecraniana

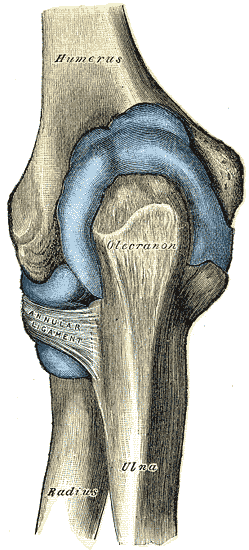
Vista posterior un codo izquierdo normal, puede observarse el olecranon en el centro y la bolsa serosa olecraniana en azul

La bursitis olecraniana, llamada a veces codo de estudiante, es una enfermedad reumática de partes blandas, es decir que no afecta a la zona ósea de la articulación. Consiste en inflamación de la bolsa serosa olecraniana, la cual está situada superficialmente en la región posterior del codo, en la zona del olécranon, prominencia ósea que constituye el resalte posterior del hueso cúbito en la región del codo. 

## Clínica
Las bolsas serosas son estructuras con forma de bolsa o saco que se encuentran situadas cerca de las articulaciones y tienen la finalidad de facilitar los desplazamientos entre los tendones y otras estructuras próximas. En el organismo humano se han descrito alrededor de 150, la inflamación de una bolsa serosa se denomina bursitis.
La bursitis olecraniana se manifiesta como la aparición de una protuberancia en la zona posterior del codo que tiene consistencia blanda. Está constituida por la bolsa serosa aumentada de tamaño debido a una inflamación de la misma con acumulación de líquido en su interior, a veces es dolorosa y limita la movilidad del codo. 

## Causas
Puede estar originada por diversas circunstancias, una de las más frecuentes es la existencia de un traumatismo repetido en dicha zona, por ejemplo en personas que apoyan los codos sobre una superficie dura de forma repetida; a veces está provocada por un traumatismo directo único, En ocasiones es una de las manifestaciones de otra enfermedad, como la gota o la artritis reumatoide.

## Evolución
La bursitis olecraniana es un trastorno por lo general benigno que suele desaparecer en un plazo de tiempo breve, sin embargo en ocasiones no se resuelve satisfactoriamente y tiende a cronificarse, en cuyo caso puede ser preciso recurrir a la cirugía para lograr su curación.